# جون بيلي (لاعب كرة قدم بريطاني)
جون بيلي (بالإنجليزية: John Bailey)‏ (6 مايو 1969 في المملكة المتحدة - ) هو لاعب كرة قدم بريطاني في مركز الوسط. لعب مع نادي إنفيلد ونادي بورنموث ونادي إِنفيلد ‏.

## وصلات خارجية
- جون بيلي (لاعب كرة قدم بريطاني) على موقع قاعدة بيانات كرة القدم.إي يو (الإنجليزية)